# Persististrombus granulatus
Persististrombus granulatus (nomeada, em inglês, granulated conch) é uma espécie de molusco gastrópode marinho pertencente à família Strombidae. Foi classificada por William John Swainson em 1822, com a denominação Strombus granulatus; no texto "Description of several new shells, and remarks on others, contained in the collection of the late Mrs. Bligh", publicado em: A catalogue of the rare and valuable shells, which formed the celebrated collection of the late Mrs. Bligh. The sale of this collection. É nativa do leste do oceano Pacífico; do Golfo da Califórnia, e passando por toda a América Central, ao Peru e ilhas Galápagos, no oeste da América do Sul. É a única espécie do seu gênero (táxon monotípico). O significado, em latim, da palavra granulatus é "formado de pequenos grãos", numa alusão ao relevo de sua concha.

## Descrição da concha
Conchas chegando a pouco mais de 10 centímetros de comprimento, quando desenvolvidas, com espiral alta e estrias espirais sobre sua superfície; dotadas de inúmeros nódulos arredondados, que vão da porção mais larga de suas voltas até a volta final de suas teleoconchas; em uma fileira de nódulos largos e três fileiras de nódulos menores. Canal sifonal curto e lábio externo pustulado por dentro, engrossado e de coloração interna branca. A superfície externa vai do branco ao creme, coberta por manchas irregulares da cor do caramelo, vermelhas, rosadas ou bem castanhas. Opérculo córneo, em forma de unha.

## Habitat
Persististrombus granulatus ocorre em águas da zona nerítica, em bentos com fundos rochosos e arenosos.

## Análise taxonômica das espécies do Atlântico e Pacífico Oriental
Durante o século XX no gênero Strombus, análises posteriores do início do século XXI concluíram que Lobatus seria o primeiro táxon disponível para a inclusão de um grupo de grandes e pesados Strombidae do oeste do Atlântico e leste do Pacífico, que excetuavam as espécies Strombus pugilis, Strombus alatus e Strombus gracilior. Tal situação fora mantida até o ano de 2020, envolvendo cinco espécies, quando uma minuciosa análise taxonômica por Maxwell et al., "Towards Resolving the American and West African Strombidae (Mollusca: Gastropoda: Neostromboidae) Using Integrated Taxonomy", definiu as espécies extantes do leste do Pacífico até o oeste da costa africana sob a seguinte nomeclatura:
Gênero Aliger Thiele, 1929
Espécie Aliger gallus (Linnaeus, 1758) - Sin. Lobatus gallus
Espécie Aliger gigas (Linnaeus, 1758) - Sin. Lobatus gigas
Gênero Lobatus [Swainson], 1837
Espécie Lobatus peruvianus (Swainson, 1823)
Espécie Lobatus raninus (Gmelin, 1791)
Gênero Macrostrombus Petuch, 1994
Espécie Macrostrombus costatus (Gmelin, 1791) - Sin. Lobatus costatus
Gênero Persististrombus Kronenberg & H. G. Lee, 2007
Espécie Persististrombus granulatus (Swainson, 1822)
Gênero Strombus Linnaeus, 1758
Espécie Strombus alatus Gmelin, 1791
Espécie Strombus gracilior G. B. Sowerby I, 1825
Espécie Strombus pugilis Linnaeus, 1758
Gênero Thetystrombus Dekkers, 2008
Espécie Thetystrombus latus (Gmelin, 1791)
Gênero Titanostrombus Petuch, 1994
Espécie Titanostrombus galeatus (Swainson, 1823) - Sin. Lobatus galeatus
Espécie Titanostrombus goliath (Schröter, 1805) - Sin. Lobatus goliath